# Kim Un-guk
Kim Un-guk (kor. 김 은국; ur. 28 października 1988 w Pjongjang) – północnokoreański sztangista, mistrz olimpijski oraz czterokrotny medalista mistrzostw świata.

## Kariera
Pierwszy sukces osiągnął w 2010 roku, kiedy na mistrzostwach świata w Antalyi z wynikiem 320 kg zdobył złoty medal w wadze piórkowej (do 62 kg). Podczas rozgrywanych rok później mistrzostw świata w Paryżu zajął drugie miejsce, przegrywając jedynie z Chińczykiem Zhang Jie. Wynik ten powtórzył na mistrzostwach świata we Wrocławiu w 2013 roku, gdzie rozdzielił na podium Chińczyka Chen Lijuna oraz Óscara Figueroę z Kolumbii. W międzyczasie wystartował na igrzyskach olimpijskich w Londynie, gdzie zwyciężył, ustanawiając jednocześnie rekord olimpijski w rwaniu oraz świata w dwuboju. Zwycięstwo odniósł także podczas mistrzostw świata w Ałmaty w 2014 roku, pokonując Eko Yuli Irawana z Indonezji oraz Chińczyka Ding Jianjuna. Zdobył także srebrny medal na mistrzostwach świata w Houston w 2015 roku, jednak został zdyskwalifikowany za stosowanie dopingu po tym, jak w jego krwi wykryto letrozol.
W swej karierze zdobył także dwa medale igrzysk azjatyckich: srebrny w 2010 oraz złoty 2014 roku.

## Osiągnięcia
| Rok  | Zawody               | Miasto  | Miejsce | Kategoria | Wynik  |
| ---- | -------------------- | ------- | ------- | --------- | ------ |
| 2010 | Mistrzostwa świata   | Antalya | 1       | do 62 kg  | 320 kg |
| 2011 | Mistrzostwa świata   | Paryż   | 2       | do 62 kg  | 320 kg |
| 2012 | Igrzyska olimpijskie | Londyn  | 1       | do 62 kg  | 327 kg |
| 2013 | Mistrzostwa świata   | Wrocław | 2       | do 62 kg  | 320 kg |
| 2014 | Mistrzostwa świata   | Ałmaty  | 1       | do 62 kg  | 325 kg |